# Frank Köhler
Frank Köhler (Den Haag, 13 november 1953) is een Nederlands politicus. Vanaf 9 juni 2015 was hij vier jaar Eerste Kamerlid voor de SP. Hij is sinds 2020 voorzitter van de patiëntenorganisatie Living with Hope voor mensen met alvleesklierkanker.
Vanaf 1971 studeerde Köhler enige tijd politicologie aan de Universiteit van Amsterdam. Als dienstplichtig militair was hij eind jaren zeventig actief in de Vereniging van Dienstplichtige Militairen.
Sinds 1971 was Köhler betrokken bij de Pacifistisch Socialistische Partij. Hij was lid van het partijbestuur van die partij en zat tussen 1980 en 1987 voor de PSP in de gemeenteraad van Amsterdam, tussen 1983 en 1985 als duo-raadslid samen met Alexander de Roo en tussen 1986 en 1990 als raadslid voor Links Akkoord. Vervolgens werkte Köhler bij de FNV. In 1994 keerde hij terug naar de gemeenteraad, nu als lijsttrekker en fractievoorzitter van GroenLinks. In 1998 werd hij voor GroenLinks wethouder Verkeer en vervoer, infrastructuur en sociale zaken in Amsterdam. Hij verzette zich tegen de liberalisering van de taximarkt en de sollicitatieplicht voor mensen in de bijstand. Toen in 2001 de gemeenteraad hem geen vertrouwen gaf om mensen in de bijstand voor te bereiden op werk trad hij, samen met de andere GroenLinks-wethouder Ruud Grondel, uit het college van burgemeester en wethouders.
Daarna werkte hij tussen 2001 en 2007 als adviseur bij de Chronisch zieken en Gehandicapten Raad Nederland en was hij directeur van Milieudefensie (2005-2010).
Hij werd in 2015 verkozen als lid van de Eerste Kamer, waar hij van 9 juni 2015 tot 11 juni 2019 deel uitmaakte van de fractie van de Socialistische Partij.